# Konwekcja swobodna

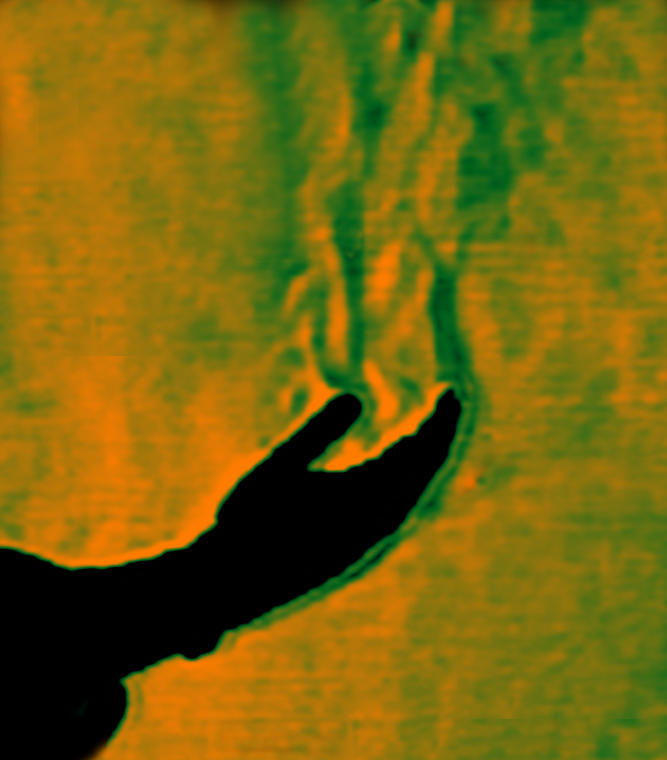
Prądy konwekcyjne wokół ręki

Konwekcja swobodna – wymiana ciepła spowodowana samoistnym ruchem płynu.
Za ruch samoistny uważa się ruch wywołany różnicą temperatur w tym płynie.
Aby zaszła konwekcja swobodna w objętości płynu, muszą być spełnione następujące warunki:
- istnieją obszary o różnej temperaturze,
- istnieją siły masowe, np. siła ciężkości, odśrodkowa, siła pola elektromagnetycznego,
- gęstość płynu jest zależna od temperatury,

- liczba Rayleigha Ra i liczba Grashofa Gr pozostają powiązane ze sobą

Wzory będące kryterium dla konwekcji swobodnej mają ogólną postać:
{\displaystyle \operatorname {Nu} =f(\operatorname {Gr} ,\operatorname {Pr} ),}
gdzie:
Nu – liczba Nusselta,
Gr – liczba Grashofa,
Pr – liczba Prandtla.